# Halálos kitérő 3.
A Halálos kitérő 3. (Wrong Turn 3: Left for Dead) 2009-es amerikai horrorfilm, amely a Halálos kitérő-sorozatnak a harmadik része. A filmet Declan O'Brien rendezte, főszereplői Tom Frederic, Janet Montgomery és Tamer Hassan.
DVD-n és Blu-Rayen 2009. október 20-án adták ki, Magyarországon csak DVD-n.

## Történet
|  | Alább a cselekmény részletei következnek! |

Alex (Janet Montgomery) és barátai Trey (Jack Gordon), Sophie (Louise Cliffe) és Brent (Charley Speed) elmennek Nyugat-Virginiában egy erdőbe, miután vadvízi evező túrán vannak. Mivel kempingelnek, Alex barátait megöli Háromujjú. Carver seriff és Lane helyettes kapnak jelentést az eltűnt csoportról.
Két nappal később, Nate börtönőr (Tom Frederic) és helyettesei Walter (Chucky Venn) és Preslow (Mike Straub) egy csapat foglyot szállítanak át egy távoli börtönbe. A foglyok Crawford (Jake Curran), egy autó tolvaj, Floyd (Gil Kolirin), neo-náci sorozatgyilkos, Brandon (Tom McKay), akit ártatlanul ítélték el gyilkosságért, Chavez (Tamer Hassan), a bűnöző szervezet vezetője és Willy (Christian Contreras), egy beépített ügynök, aki rabként pózol, annak érdekében, hogy Chavezről információkat gyűjtsön. Úton odafelé, Háromujjú beléjük haj egy teherautóval, és végül szögesdrót segítségével kilyukasztja a busz kerekeit, melytől felborul Nyugat-Virginia erdejébe, arra kényszerítve őket, hogy gyalog folytassák az utat. Walter súlyosan megsebesül, de Nate-nek sikerül megmentenie a buszból, mielőtt még felrobbanna. Chavez már tervezgeti a szökést, és azt hiszi, hogy az emberei jöttek őt kiszabadítani, majd átveszi a csapat irányítását. Preslownak majdnem sikerül megfékeznie Chavezt, de végül elvágja a torkát egy késsel. A többi fogoly azt hiszi, hogy Preslowot, Chavez emberei ölték meg, de ő azt mondja, hogy valójában az egyik mutáns ölte meg. Ha az erdőből egy nyíl repül ki a foglyokra, az azt jelenti hogy baj van és menekülniük kell. Chavez úgy dönt, hogy a másik rendőrt, Nate-et életben hagyja, és útmutatóként használja fel őt. Nate régebben a környéken lakott, és elmondja, hogy el tudja őket vezetni egy őrtoronyhoz, ahol segítséget tudnak hívni kommunikációs berendezéssel. Hamarosan megjelenik Alex, és véletlenül megtámadja Nate-et. Elmondja a többieknek, hogy mi történt a barátaival, és a mutánsok léteznek. Chavez amint megtudja, Alex barátai ottlétét a vadvizeknél, azt követeli, hogy vezesse el őket oda, mert az egyik csónakkal el akar menni. Alexet elkezdik követni, de útközben találnak egy páncélozott teherautót. Chavez azt mondja Natenek, hogy nézze meg a vezetőülést az autóban. Nate talál egy kulcscsomót és egy pisztolyt. A fegyvert titokban odaadja Walternek, és a kulcsot átadja Chaveznek. Chavez használja a kulcsot, és kinyitja a teherautó hátsó ajtaját, és észreveszik, hogy több zsák pénz van benne.  Azt tervezik, hogy ellopják a pénzt, és mindenki két zsákot hoz. Chavez kiadja a parancsot Walternek, hogy vegye fel a két zsák pénzt, de visszautasítja őt a sérülése miatt. Hogy visszanyerje az irányítási helyzetet, Walter kirántja a pisztolyt, és megpróbálja lelőni Chavezt, de sajnos a fegyver nincs töltve, majd Chavez fejbe lövi őt. A többi életben maradottat, arra kényszeríti, hogy hozzák a pénzt, és gyalogoljanak tovább. Az ösvény mentén, rábukkannak egy csapdára. A foglyokat "Háromlábujjú", Háromujjú fia akarta megölni. Végül elkapják a fiút, és Chavez lefejezi őt, hogy amikor az apja megtalálja, vegye az üzenetet. Hamar rájönnek, hogy Háromujjú rátalált a fia holttestére. Háromujjú csapdákat állít a csoportnak, először Willyt és Crawfordot megölve. Eközben Carver seriff rosszat sejt, ezért elmegy megkeresik Natet, míg Lane nevű helyettese ellenőrzi a folyónál lévő teherautót. Carver seriffnek sikerül megtalálnia a csapatot, de hamar megöli őt Háromujjú. Nem sokkal ezután, Chavez és Floyd összeverekednek egymással, közben Brandon nézi őket. Nate és Alex kihasználja a lehetőséget, és elmenekülnek. A küzdelem után, Chavez és Brandon maga mögött hagyja a kiütött Floydot. Meghallják beszélgetni Alexet és Nate-et, majd ismét túszul ejtik őket, a pénz egy biztos helyre pedig leteszik. Megtudják azt a helyet találni, ahol egykor a torony állt, csak felfedezik, hogy leégett (Az első filmben). Eközben Floyd megtalálja az eldugott pénzt, és megpróbál elinalni a sziklákon, de útközben kitöri a lábát, majd felkiált. Chavez meghallja a hangját, és megtalálja az összes pénzt, vele együtt Floydot égni, mivel Háromujjú rádobott egy Molotov-koktélt. Chavez úgy dönt, hogy Alexet odaadja Háromujjúnak, hogy javítsa a túlélési esélyeket. Háromujjú elvonszolja Alexet a kocsijába és elhajt. Lekötözi őt a házában, majd visszamegy vadászni a többi túlélőre. Chavez megtalálja Háromujjút és felvesz vele a harcot, de Háromujjú legyőzi őt. Közben Alex felébred Háromujjú házában, és látja Lane helyettest meghalni a szögesdrótban. Nate megtalálja Alexet a házban, és kiszabadítja őt, de Háromujjú rá támad. Alex átszúrja Háromujjú haját egy szuronnyal, és megmenti Nate-et. Mindketten elhajtanak egy vontatóval, de hirtelen Háromujjú az útközepén megjelenik, és felakaszkodik a vontatóra, ami miatt egy fának csapodnak. Amikor a vontató kigyullad a tűztől, megjelenik Brandon és kihúzza Alexet a kocsiból. Míg Brandon segít Natenak, Háromujjú megtámadja őket és Nate-nak sikerül átszúrnia a fejét egy húskampóval. Miután Nate szabadon engedi Brandont, megérkezik a US Marshal csapat, és megmenti őket.
Nem sokkal később, Nate mohón visszatér a páncélozott teherautóhoz a fennmaradó pénzéért. Brandon felbukkan, és Nyíllal hátba lövi Natet. Míg Brandon összeszedi a pénzt, megjelenik egy kannibál véres bunkóval, és megöli őt, majd a film véget ér.
|  | Itt a vége a cselekmény részletezésének! |

## Szereplők
| Színész             | Szerep         | Magyar hang         |
| ------------------- | -------------- | ------------------- |
| Tom Frederic        | Nate Wilson    | Nagypál Gábor       |
| Janet Montgomery    | Alex Hale      | Bálint Sugárka      |
| Gil Kolirin         | Floyd          | Petridisz Hrisztosz |
| Tamer Hassan        | Carlo Chavez   | Sörös Sándor        |
| Jake Curran         | Crawford       | Hamvas Dániel       |
| Tom McKay           | Brandon        | Előd Álmos          |
| Charles Venn        | Walter         | Fazekas István      |
| Christian Contreras | William Juarez |                     |
| Mike Straub         | Preslow        |                     |
| Bill Moody          | Carver seriff  | Bolla Róbert        |